# راز بسفر
راز بسفر / نور بابا درام ترکی محصول سال ۱۹۲۲ به کارگردانی و نویسندگی محسن ارطغرل است که خود او نیز در آن بازی می‌کند. بازیگرانی چون وصفی رضا زوبو ، رفیق کمال اردومان ، گالیپ آرجان و بهزات بوتاک در این فیلم ایفای نقش می‌کنند . این فیلم اقتباسی از رمان یعقوب قادری کارا عثمان اوغلو است. این فیلم که توسط کمال فیلم توزیع شده است، اولین تجربه فیلم بلند او را نیز رقم می‌زند.

## داستان
این فیلم اقتباسی از رمانی به نام «نور بابا» نوشته یعقوب قادری کارا عثمان اوغلو است.